# Abbás ibn Abd al-Muttálib
Abbás ibn Abd al-Muttálib (La Meca, 566 - Medina, 652) fue tío y compañero de Mahoma, profeta fundador del Islam.

## Biografía
Fue hijo de Abd al-Muttálib, nieto de Háshim y tío de Mahoma y de Alí. En un principio tuvo el cargo de distribuir el agua de los pozos (particularmente el pozo de Zamzam) a los peregrinos que regresaban de La Meca. Aunque musulmán por sus sentimientos, combatió en la batalla de Badr contra su sobrino Mahoma, profeta de la nueva religión. Tras ser hecho prisionero en el combate, Mahoma le perdonó la vida, por lo que Abbás pasó a servirle y se convirtió en uno de sus más fieles discípulos.
Presidió en 620 el casamiento entre Mahoma y Maymuna bint al-Hárith. Un año después se convirtió al islam con toda su familia, aunque sin declararlo públicamente por miedo a perder su fortuna. Ese mismo año salvó a Mahoma en la batalla de Hunáin.
En 632, presidió el funeral de Mahoma. Se convirtió en uno de los doctores del islamismo, ganándose la veneración de sus contemporáneos. Uthmán, sucesor de Mahoma, se inclinaba en presencia de Abbás y le acompañaba a su casa.
Entre sus descendientes, destacan:
- Ibn Abbás, hijo suyo y uno de los más destacados intérpretes del Corán en el islam.
- As-Saffah, hijo de Ibn Abbás (y por lo tanto nieto de Abbás), primer califa abasí.